# Procunea siderea
Procunea siderea är en fjärilsart som beskrevs av George Francis Hampson 1930. Procunea siderea ingår i släktet Procunea och familjen mott. Inga underarter finns listade i Catalogue of Life.